# 地の果て 至上の時
『地の果て 至上の時』（ちのはてしじょうのとき）は1983年（昭和58年）に出版された日本の小説家・中上健次による長編小説。書き下ろしで新潮社より刊行された。

## 概要
新潮社の「純文学書下ろし特別作品」として函入りで出版されており、その函には以下の著者のメッセージが記載されている。
「三十歳で書いた初めての長編小説「枯木灘」から六年、この長編小説の構想を抱いたまま、執筆の機会を狙って放浪して来たような気がする。この長編小説が熱い塊だった時も、書物としての姿を顕わした今も、深い山の奥に居続けたという感じは変わらない。私が主人公を再生させたのではない。竹原秋幸が発したヴァイブレーションを受けて、私が現代に生きられる。　著者」
付された帯には以下の惹句が記されている。
「父が子に伝えうるものは何か　女が男に与えうるものは何か　この世に生きてあることの真実を、美しい自然の中に燦然たる交響的手法で展開させた、罪と救済の文学。」
付録のはさみこみには「血と風土の根源を照らす『地の果て 至上の時』をめぐって」と題された小島信夫との対談が掲載されている。
中上の意向により中上の存命中は文庫化されず、中上の早逝後の1993年7月に新潮文庫として文庫版が刊行された。現在は2012年に講談社文芸文庫として文庫版が刊行されている。
芥川龍之介賞受賞作『岬』、毎日出版文化賞、芸術選奨新人賞の受賞作で中上の代表作とされる『枯木灘』の続編であり、三部作を構成する。

## あらすじ
前作『枯木灘』において、実父の龍造に対する愛憎なかばする複雑な感情の暴発として龍造の子・異母弟の秀雄を殺害してしまった竹原秋幸は大阪の刑務所での三年の刑期を終えて新宮に戻ってくる。
紀伊半島での高速道路や原発の建設により、新宮にも資本が流入して土地改造ブームが起きており、秋幸の心の拠り所であった「路地」は取り壊されて更地になっている。
秋幸の異父姉の美恵の夫・実弘や、秋幸の母フサの再婚相手の繁蔵の息子で異父兄の文昭はそれぞれ土方の組を率いているが、彼らは開発公社にはいり土建の仕事を請け負って裕福になっている。
秋幸はかつては文昭の組で土方として働いていたが、出所後は、地主・佐倉の番頭から成り上がって材木商となっている龍造のもとで山仕事をして働くことになる。秋幸の龍造に対する蟠りが解けているわけではない。だが龍造は秋幸を後継者として扱う。
新宮の土地開発のスキームの背後には、龍造がおり、龍造は文昭の組の手形を集めて弱みを握りコントロールしようとしている。
元路地の更地にはバラックが建ち浮浪者が住み着いている。その中には、若き日に龍造とともに佐倉の手下として火付けなどの悪行を重ねたヨシ兄がいた。ヨシ兄はシャブ中毒で自分をジンギスカンの末裔だと信じている。
ヨシ兄は路地跡を占拠して火を焚いて騒擾を起こし、開発の邪魔をする。実弘らはかつての仲間であった龍造が裏で糸を引いているのではと疑う。
整地された路地の裏山の跡地からは清水が湧き、「水の信心」の新興宗教がおこっている。秋幸の異母妹のさと子、義父の姉ユキ、龍造や秋幸を見守ってきた新地の飲み屋の女将モンらはその信仰をしている。
「水の信心」の道場では過酷な修行が行われており、教祖の母親がそれによって死亡し、そのまま放置され腐乱死体となっていることが発覚する。
ヨシ兄の息子鉄男は、秋幸が殺害した秀雄の跡目をついで地元の暴走族の頭となっている。彼は秋幸の旧知の警官から拳銃を盗む。拳銃は一時、秋幸の手に渡る。それを知った龍造の息子、秋幸の異母弟の友一は秋幸の龍造への殺意を疑う。
秋幸と龍造がシシ狩りに行った夜、シシ肉を肴にした酒盛りの席で鉄男は龍造を殺そうとする。ヨシ兄が龍造をかばうと、鉄男はヨシ兄を拳銃で射つ。 龍造はヨシ兄が入院した翌日の早朝、秋幸の目の前で縊死する。ヨシ兄も手術の甲斐なく死ぬ。
秋幸は路地の跡地の草原に火を放ちどこかへと消える。

## 書誌情報
- 『地の果て 至上の時』〈純文学書下ろし特別作品〉（新潮社、1983年）
- 『地の果て 至上の時』〈新潮文庫〉（新潮社、1993年）
- 『中上健次全集6』（集英社、1995年）
- 『地の果て 至上の時』〈中上健次選集10・小学館文庫〉（小学館、2000年）
- 『地の果て 至上の時』〈講談社文芸文庫〉（講談社、2012年）
- 『中上健次集6』（インスクリプト、2014年）